# Zeefkromme

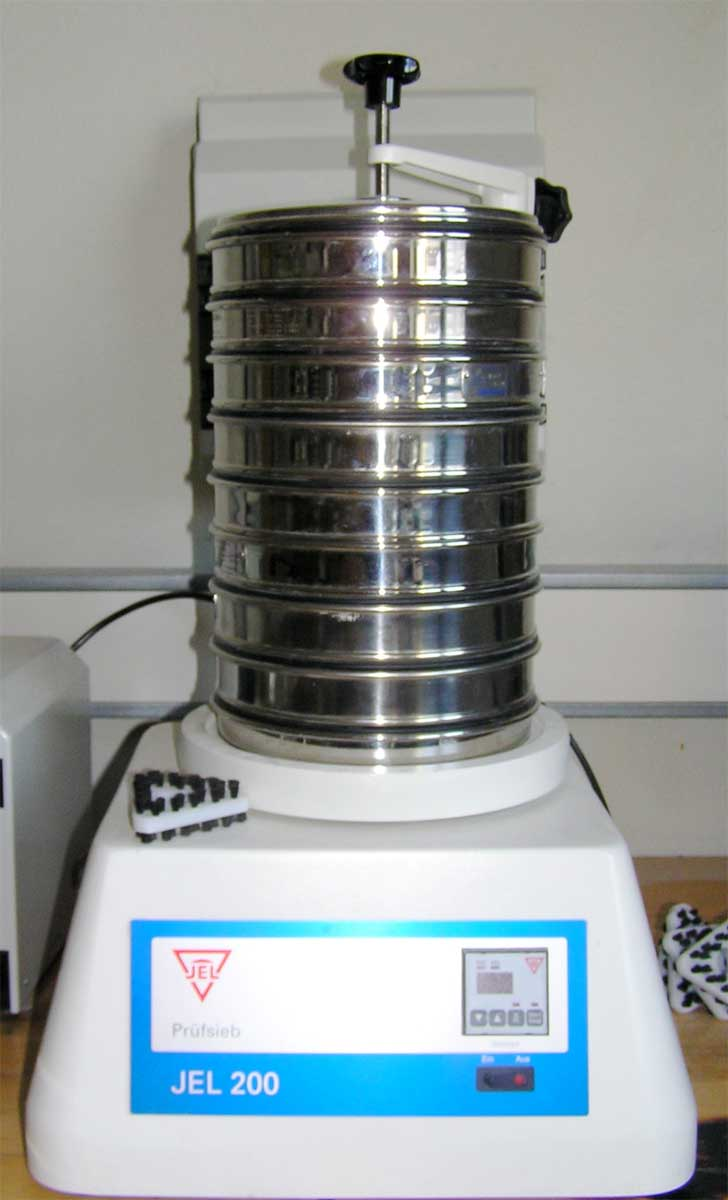
Een zeefmachine in een laboratorium met verschillende zeven bovenop elkaar.

De zeefkromme of zeefgrafiek van een bouwmateriaal (zand, granulaten, betonmengeling) geeft de zeefrest van de droge stof met verschillende zeven aan. Op die manier kan een indeling gemaakt worden, zoals fijn zand vs. grof zand.

## Normzeven
De volgende zeven worden in Nederland gebruikt:
Voor grind, steenslag en waterbouwsteen
- 250 mm
- 180 mm
- 125 mm
- 90 mm
- 63 mm
- 45 mm
- 30 mm
- 16 mm
- 8 mm

Voor grotere stenen wordt niet meer gezeefd, maar worden de stenen gewogen en wordt de nominale diameter bepaald.
Voor zand en grind:
- 4 mm
- 2 mm
- 1 mm
- 500 µm
- 250 µm
- 125 µm
- 63 µm

Het percentage materiaal kleiner dan 63µm kan alleen worden bepaald met vloeistofscheidingstechnieken. Het gaat hierbij om de volgende fracties:
- 32 µm
- 16 µm
- 2 µm

Op basis van de zeefkromme kunnen veel verschillende parameters worden bepaald, zoals:
- classificatie van de grond o.b.v. de zanddriehoek
- bepaling van vorstgevoeligheid
- bepaling van de doorlatendheid
- bepaling van de grootte van de verschillende zand-, silt- en lutumfracties
- bepaling van de optimale zeefkromme voor een betonmengsel, deze werd empirisch vastgesteld.

In Angelsaksische landen wordt meestal een zeefserie van de ASTM gebruikt (die is gebaseerd op inches, zie hiervoor het Engelse wikipedia lemma Sieve).

## Maken van een zeefkromme
De zeefkromme wordt gemaakt door de cumulatieve procentuele gewichten van de massa's op iedere zeef uit te zetten tegen de zeefmaat. In het navolgende voorbeeld is een zandmonster van 154 gram gezeefd. De gewichten op iedere zeef staan in de tabel.
| zeefmaat (mm) | gewicht op zeef | fractie op zeef | cumulatief |
| ------------- | --------------- | --------------- | ---------- |
| 8             | 1               | 0.0373          | 1,000      |
| 4             | 10              | 0,0746          | 0,9627     |
| 2             | 27              | 0,2015          | 0,8881     |
| 1             | 45              | 0,3358          | 0,6866     |
| 0,5           | 30              | 0,2239          | 0,3507     |
| 0,25          | 8               | 0,0597          | 0,1269     |
| 0,125         | 6               | 0,0448          | 0,0672     |
| 0,063         | 2               | 0,0149          | 0,0224     |
| rest          | 1               | 0               | 0          |
| totaal        | 154             |                 |            |

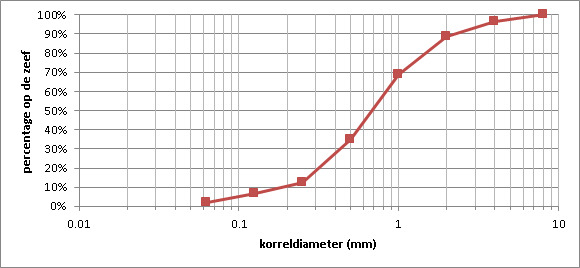
Voorbeeld van een Zeefkromme voor zand

De cumulatieve waarden uit de laatste tabel worden in een grafiek uitgezet, waarbij de horizontale as een logaritmische schaal is. Dit geeft de zeefkromme. 
Hieruit kan de mediane korrelgrootte (d50) afgelezen worden; dit is 0,72 mm. Om de spreiding in de gradering aan te geven wordt ook van de d90 en de d15 gebruikt als de maatgevende grote en kleine korrel.  In dit het voorbeeld is dat dus d90=2,32 mm en d15=0,28 mm. Voor de breedte van de gradering wordt ook wel d90/d15= 2,32/0,28=6,57  of  de uniformiteitsindex cu=d60/d10= 0,87/0,19=4,50.

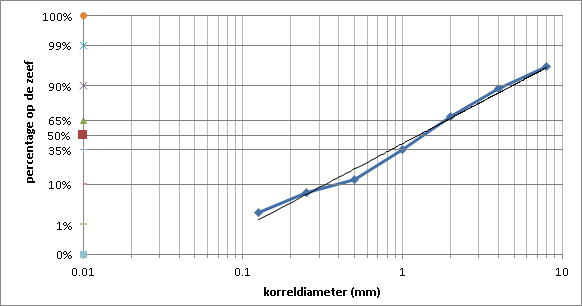
Zeefkromme met Gauss-schaal

Hoewel meestal op de verticale as een lineaire schaal gebruikt wordt, blijkt dat als daar een Gauss-schaal (dus op basis van de Normale verdeling) voor gebruikt wordt, dan wordt de kromme vaak een rechte lijn. Dit komt omdat 'normaal'zand (dus van een redelijk uniforme bron) de individuele korrelmassa's normaal verdeeld zijn. Nevenstaande grafiek is op dezelfde data gebaseerd als de bovenste grafiek. 